# Jednostki organizacyjne wojska Skonfederowanych Stanów Ameryki

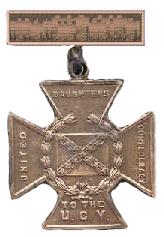
Southern Cross of Honor

Jednostki organizacyjne wojska Skonfederowanych Stanów Ameryki - lista jednostek organizacyjnych wojska Skonfederowanych Stanów Ameryki w czasie wojny secesyjnej (szczebla pułku, batalionu i kompanii).

## Piechota
- 1st Confederate Infantry (1st Confederate Regiment, Georgia Volunteers)
- 2nd Confederate Infantry
- 3rd Confederate Infantry
- 4th Confederate Infantry (1st Regiment, Alabama, Tennessee, and Mississippi Infantry)
- 9th Confederate Infantry (5th Confederate Infantry; 5th Confederate Regiment, Tennessee Infantry)
- Bailey's Consolidated Regiment of Infantry
- Tucker's Regiment, Confederate Infantry
- 1st Battalion, Confederate Infantry (Forney's Regiment)
- 8th Battalion, Confederate Infantry (2nd Foreign Battalion, Infantry; 2nd Foreign Legion, Infantry)
- Brooks' Battalion, Confederate Regular Infantry
- Haskell's Company, Infantry

## Kawaleria
- 1st Confederate Cavalry
- 1st Confederate Regular Cavalry
- 3rd Confederate Cavalry
- 7th Confederate Cavalry (Claiborne's Regiment, Partisan Rangers; 7th Regiment, Confederate Partisan Rangers)
- 8th (Dearing's) Confederate Cavalry
- 8th (Wade's) Confederate Cavalry (2nd Regiment, Mississippi and Alabama Cavalry)
- 10th Confederate Cavalry
- 14th Confederate Cavalry
- 15th Confederate Cavalry (1st Regiment, Alabama and Florida Cavalry)
- 16th Confederate Cavalry (12th Regiment Mississippi Cavalry, Armistead's Cavalry, Spence's Cavalry)
- 20th Confederate Cavalry (Lay's Regiment, Confederate Cavalry)
- Powers' Regiment, Confederate Cavalry
- Wood's Regiment, Confederate Cavalry
- 1st Battalion, Trans-Mississippi Confederate Cavalry (1st Battalion, Arkansas and Louisiana Cavalry)
- 6th Battalion, Confederate Cavalry
- 7th Battalion, Confederate Cavalry (Prentice's Battalion, Confederate Cavalry)
- Baxter's Battalion, Confederate Cavalry
- Cutshaw's Battalion, Confederate Artillery
- Clarkson's Battalion, Confederate Cavalry, Independent Rangers
- Murchison's Battalion, Cavalry
- Raum's Company, Confederate Cavalry (Warren Dragoons)

## Kawaleria indiańska
- 1st Cherokee Mounted Rifles (1st Arkansas Cherokee Mounted Rifles)
- 1st Cherokee Mounted Volunteers (Watie's Regiment, Cherokee Mounted Volunteers; 2nd Regiment, Cherokee Mounted Rifles, Arkansas; 1st Regiment, Cherokee Mounted Rifles or Riflemen)
- Cherokee Regiment (Special Service)
- 1st Squadron, Cherokee Mounted Volunteers (Holt's Squadron, Cherokee Mounted Volunteers)
- 2nd Cherokee Mounted Volunteers (2nd Regiment Cherokee Mounted Rifles or Riflemen)
- 1st Chickasaw Infantry (Hunter's Regiment, Indian Volunteers)
- Shecoe's Chickasaw Battalion, Mounted Volunteers
- 1st Choctaw and Chickasaw Mounted Rifles
- 1st Choctaw Mounted Rifles
- Deneale's Regiment, Choctaw Warriors (Deneale's Confederate Volunteers)
- Wilkins' (Captain) Company, Choctaw Infantry
- 1st Creek Mounted Volunteers (1st Regiment, Creek Mounted Rifles or Riflemen; Creek Regiment, Mounted Indian Volunteers; 2nd Regiment, Arkansas Creeks)
- 2nd Creek Mounted Volunteers
- 1st Osage Battalion, C.S.A.
- 1st Seminole Mounted Volunteers
- Washington's Squadron of Indians, C.S.A. (Reserve Squadron of Cavalry)

## Artyleria

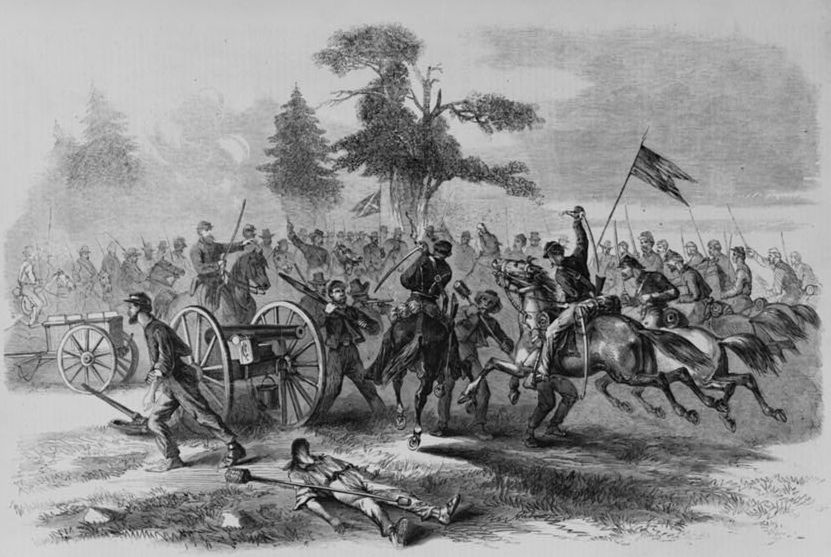
Artyleria Konfederacji osaczona przez kawalerię Unii

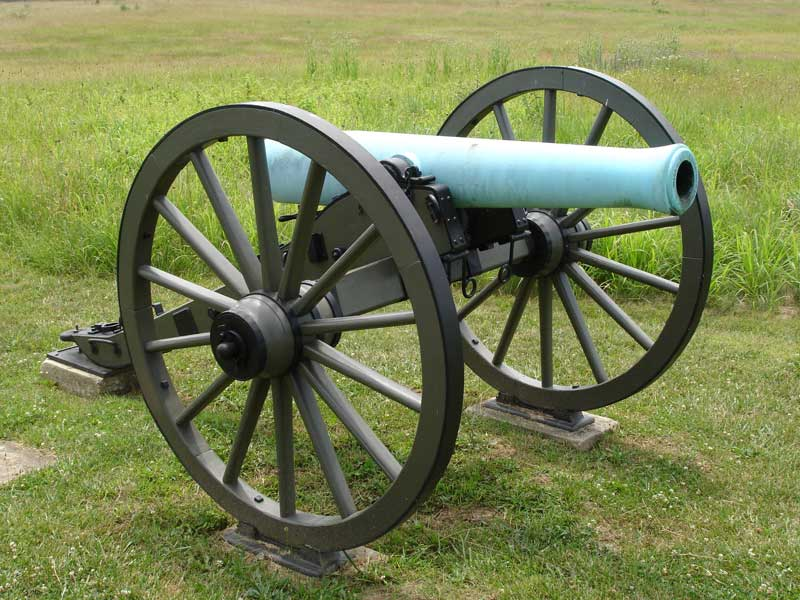

- Braxton's Battalion, Confederate Artillery (Battalion C, 2d Corps, Army of Northern Virginia)
- Cunningham's Battalion, Confederate Artillery
- Courtney's Battalion, Confederate Artillery
- Haskell's Battalion, Confederate Artillery
- Huger's Battalion, Confederate Artillery
- Lewis' Battalion, Confederate Artillery
- Martin's Battalion, Confederate Reserve Artillery
- McLaughlin's Battalion, Confederate Artillery
- McIntosh's Battalion, Confederate Artillery (Battalion C,
- Nelson's Battalion, Confederate Artillery (31st Battalion, Virginia Light Artillery; 3rd Battalion Reserve, Light Artillery)
- Page's Battalion, Confederate Artillery (Carter's Battalion of Artillery; Braxton's Battalion of Artillery)
- Palmer's Battalion, Confederate Artillery (Robertson's Battalion of Artillery)
- Poague's Battalion, Artillery

### Artyleria lekka
- 1st Regular Battery, Confederate Light Artillery (Semmes' Battery; Barnes' Battery)
- Davis' Company, Confederate Light Artillery
- Dent's Battery, Confederate Light Artillery
- Richardson's Battalion, Confederate Light Artillery (Battalion A. 1st Corps Artillery, Army of Northern Virginia)
- Stark's Battalion, Confederate Light Artillery (Battalion B. 1st Corps Artillery, Army of Northern Virginia)

### Artyleria ciężka
- De Gournay's Battalion, Heavy Artillery (12th Battalion, Louisiana Heavy Artillery)
- Montague's Battalion, Confederate Heavy Artillery (4th Battalion, Confederate Heavy Artillery)
- Smith's Battalion, Confederate Heavy Artillery

### Artyleria konna
- Marshall's Company, Confederate Artillery (Brown Horse Artillery)
- Stuart's Horse Artillery
- White's (Captain) Battery, Horse Artillery

## Wojska inżynieryjne
- 1st Confederate Engineer Troops
- 2nd Confederate Engineer Troops
- 3rd Confederate Engineer Troops
- 4th Confederate Engineer Troops

## Pozostałe
- Bands, C.S.A.
- Bell's Battalion, C.S.A.
- Brush Battalion, C.S.A.
- Burrough's Battalion, Partisan Rangers (Princess Anne Partisan Rangers)
- Click's Company, Ordnance Scouts and Guards, C.S.A.
- Confederate Infantry
- Cunningham's Ordnance Detachment (Cuyler's Ordnance Detachment)
- Davis' Company of Guides, C.S.A.
- Engineers, C.S.A.
- Exchanged Battalion, C.S.A. (Trans-Mississippi Battalion; Western Battalion)
- Gillum's Regiment (Henry Gillum's Regiment; Gillum's Regiment, Mounted Infantry; Gillum's Regiment, Mounted Riflemen)
- Infantry School of Practice
- Veteran Reserve Corps (Invalid Corps)
- Jackson's Company, C.S.A.
- Lyon's Escort, Forrest's Cavalry, C.S.A.
- Madison's Company, Mounted Spies and Guides (Phillips' Mtd. Spies and Guides)
- Martin's Escort, C.S.A.
- McDaniel's (Captain) Company, Secret Service
- Mead's Confederate Cavalry (Mead's Regiment of Partisan Rangers)
- Miscellaneous Indian Records
- Nitre and Mining Bureau, War Department, C.S.A.,
- Ochiltree's Detachment of Recruits (Detachment of Regulars)
- President's Guard, C.S.A.
- Reserve Corps Artillery, Army of Northern Virginia)
- Sappers and Miners
- Signal Corps, C.S.A.
- Stirman's Regiment, Sharp Shooters
- Young's (5th) Company, Retributors

### Skauci
- Blake's Scouts, C.S.A.
- Bradford's Corps, Scouts and Guards (Bradford's Battalion)
- Forrest's Scouts, C.S.A.
- Fort's Scouts, C.S.A.
- Lillard's Company, Independent Scouts and Rangers (Nelson Rangers and Scouts)
- Wheeler's Scouts, C.S.A. (Hawkins' Scouts, C.S.A.; Carter's Scouts, C.S.A.; 1st Tennessee Mounted Scouts)